# Sheldon Brown
Sheldon Dion Brown (Lancaster, Carolina do Sul, 19 de março de 1979) é um jogador de futebol americano que atua na posição de cornerback pelo Cleveland Browns na National Football League, em 2009. Foi escolhido pelo Eagles na segunda rodada do Draft de 2002 da NFL. Jogou futebol americano universitário pela Universidade da Carolina do Sul.

## Carreira como profissional

### Philadelphia Eagles
Brown foi recrutado na segunda rodada do Draft da NFL de 2002 vindo da University of South Carolina para o Philadelphia Eagles. Conhecido por ser um jogador de impacto, ele teve uma excelente performance na NFC Divisional Playoff de 2007 contra o New Orleans Saints, quando ele evitou que o running back Reggie Bush fizesse uma recepção importante e deixou Bush no chão machucado. Essa pancada foi eleita por analistas como o hit do ano.

### Cleveland Browns
Em 2 de abril de 2010, Brown e o linebacker Chris Gocong foram trocados para o Cleveland Browns por duas escolhas no Draft de 2010.

## Números na carreira
- Tackles: 601
- Sacks: 8,0
- Interceptações: 26